# Condé-sur-Suippe
Condé-sur-Suippe är en kommun i departementet Aisne i regionen Hauts-de-France i norra Frankrike. Kommunen ligger  i kantonen Neufchâtel-sur-Aisne som ligger i arrondissementet Laon. År 2022 hade Condé-sur-Suippe 343 invånare.

## Befolkningsutveckling
Antalet invånare i kommunen Condé-sur-Suippe
Referens: INSEE